# New York City Housing Authority
La New York City Housing Authority (abbreviato in NYCHA) è un'azienda statunitense a controllo pubblico responsabile della gestione del patrimonio residenziale pubblico della città di New York.
Con oltre mezzo milione di novaiorchesi abitanti (circa 1 residente ogni 17 totali) negli oltre 177.000 appartamenti presenti nelle oltre 300 zone residenziali pubbliche dei cinque distretti di New York oppure in alloggi convenzionati, la NYCHA è la più grande authority di edilizia residenziale pubblica e di housing sociale del Nord America.

## Descrizione
Fondata nel 1935 dal sindaco Fiorello La Guardia sulla spinta data dal presidente Franklin Delano Roosevelt alle politiche del New Deal, è regolata dalla Sezione 8 dell'Housing Act del 1937 e successive modifiche.
Il consiglio di amministrazione si compone di 7 membri, di cui il presidente è nominato dal sindaco di New York e gli altri sono nominati dal sindaco per un periodo di 3 anni. Ad essi si aggiungono 3 membri che sono semplici residenti degli alloggi popolari e un membro speciale facente funzione "amministratore delegato".
La grande maggioranza dell'edilizia residenziale pubblica (composta di oltre 2400 edifici) si trova nei tre distretti centrali di Manhattan, Brooklyn e Bronx. Le entrate medie di ogni nucleo familiare sono di 18.600$, con un affitto mensile medio di 359$.
Dopo un periodo di inattività, nel giugno 2024 si riaprono temporaneamente le applicazioni per le liste d'attesa per gli alloggi pubblici o agevolati.

I residenti di un alloggio popolare/agevolato possono gestire tutte le questioni relative all'alloggio stesso direttamente dall'app MyNYCHA o dal relativo sito web.

Galleria
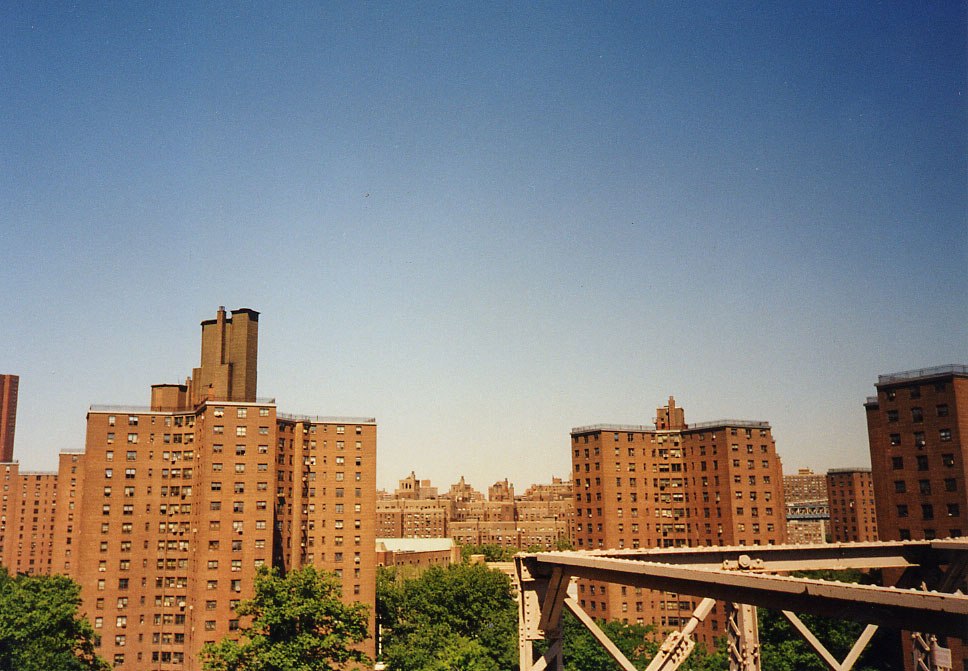
I classici condomini a pianta a croce e in mattoni rossi di New York, simbolo dell'edilizia pubblica della città.
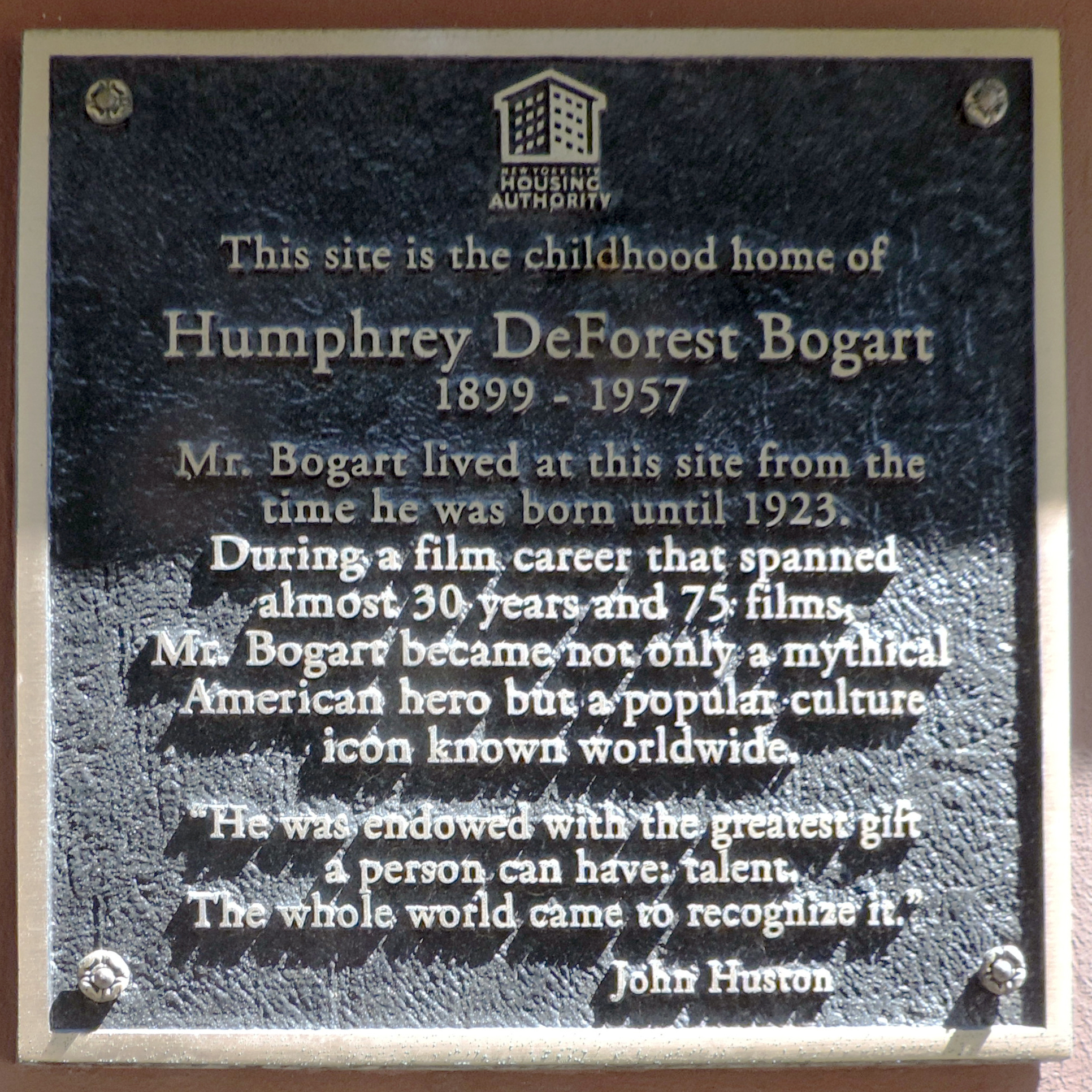
Placca commemorativa della nascita e della giovinezza di Humphrey Bogart in un quartiere popolare di New York.
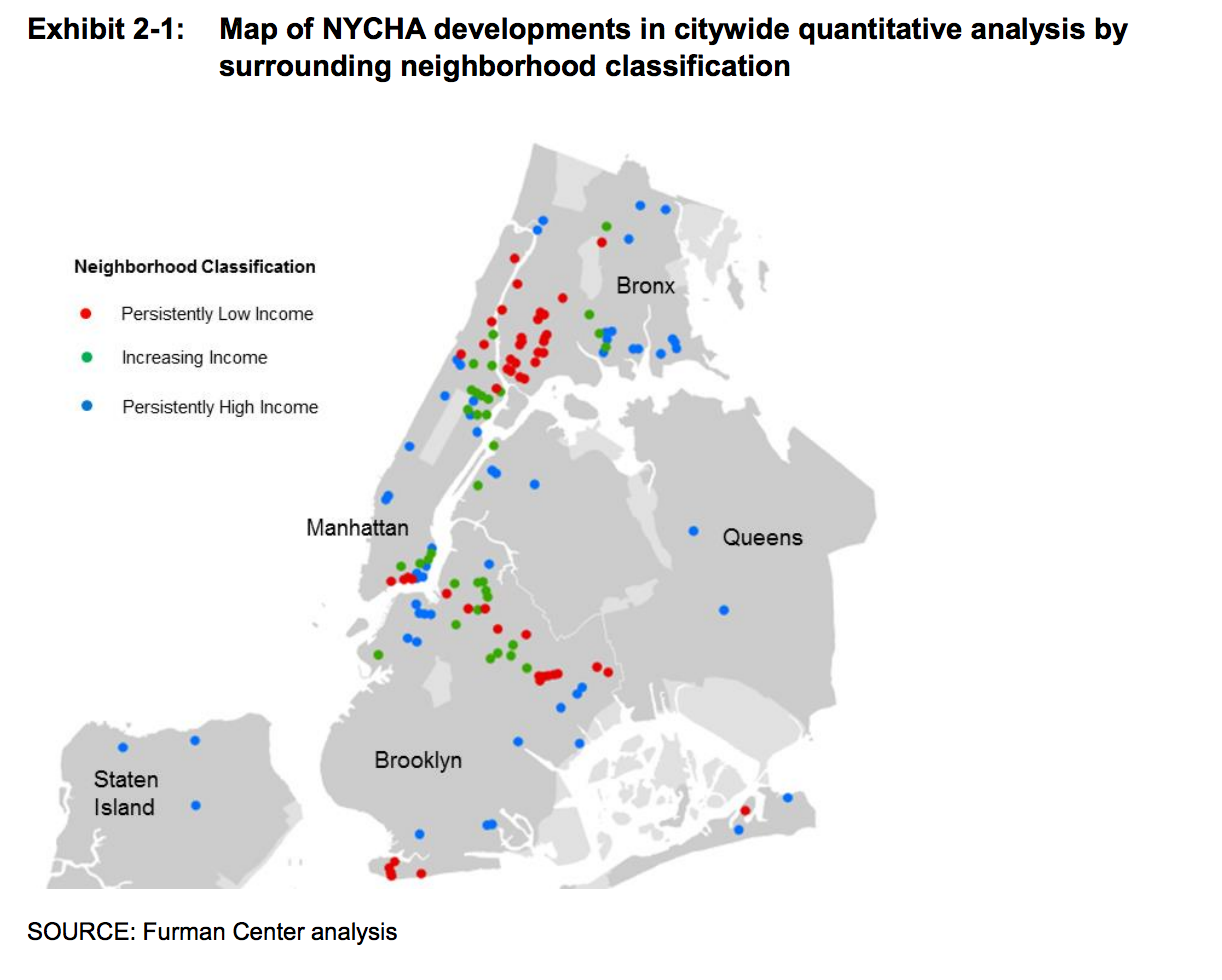
Mappa delle zone di edilizia residenziale pubblica ubicate nei 5 distretti della città di New York.